# حرباء (جنس)
الحرباء (الاسم العلمي: Chamaeleo)، جنس يكثر بشكل أساسي في أفريقيا جنوب الصحراء، وقليل من الأنواع موجودة أيضا في شمال أفريقيا، جنوب أوروبا وجنوب آسيا شرقا إلى الهند وسريلانكا.